# You Are Not Alone (MONKEY MAJIKの曲)
「You Are Not Alone」は、日本のポップ・ロックバンド、MONKEY MAJIKの21stシングル。

## 概要
表題曲はNHK・民放連共同ラジオキャンペーン「ダカラジ」のキャンペーンソングとして書き下ろされた楽曲で、“みんな手を取り合う”をテーマとしている。
CD+DVD（ミュージックビデオ付き）、CDのみの2形態で発売。
ジャケットは前作「夏の情事」と連動型となっている。

## 収録曲

### CD
（全作詞・作曲：Maynard・Blaise）
1. You Are Not Alone
  - 作詞：tax
  - NHK・民放連共同ラジオキャンペーン「ダカラジ」キャンペーンソング（岩手県・宮城県・福島県）
2. Written In The Stars
  - 作詞：tax
  - 公式ホームページではリリース直前まで曲名が発表されなかった。
3. You Are Not Alone -INSTRUMENTAL-

### DVD
1. You Are Not Alone　-Music Video-
2. The Making of "You Are Not Alone"